# Beleg van Ascalon

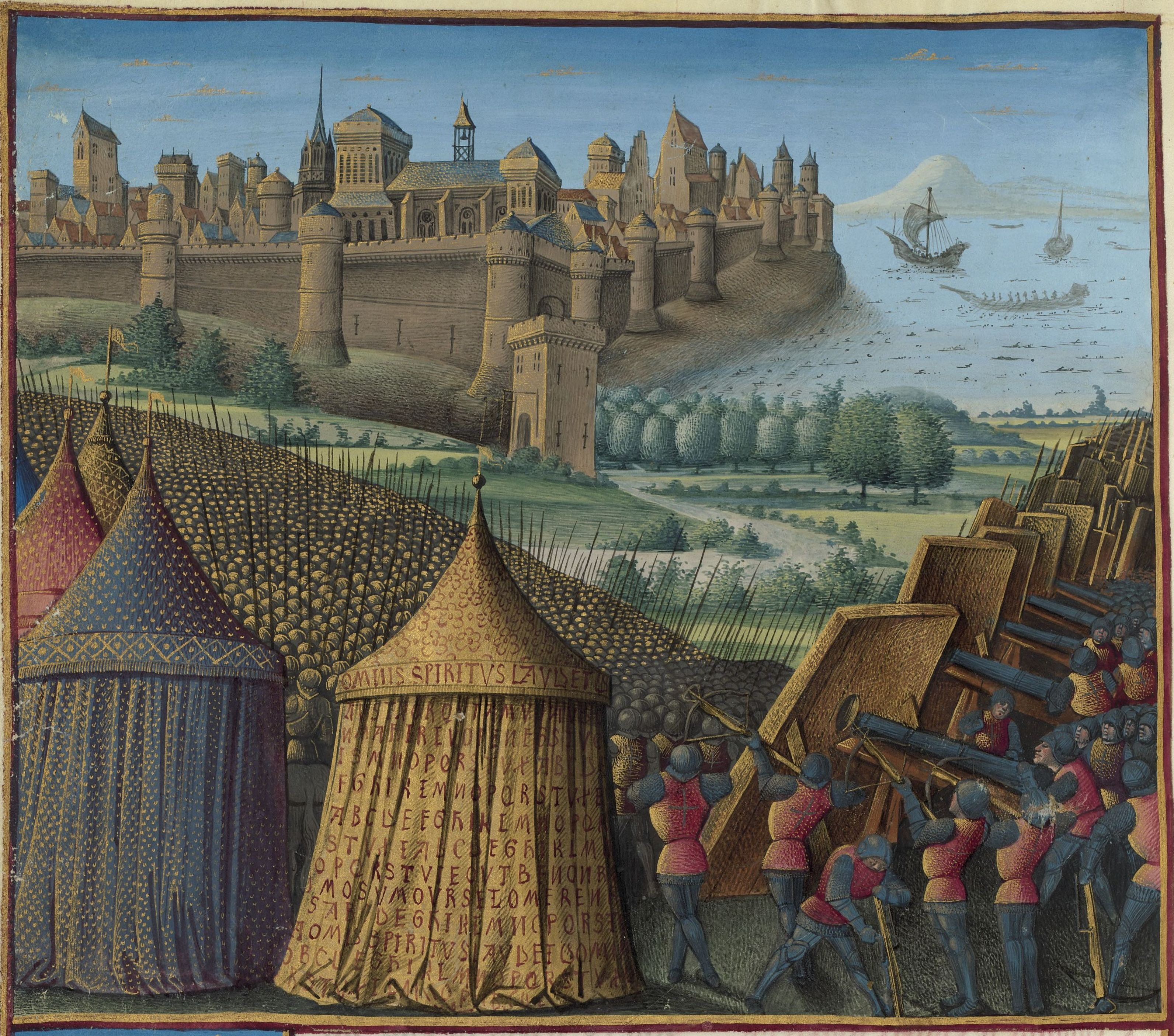
Beleg van Ascalon.

Het Beleg van Ascalon, ook gespeld Asjkelon of Ashkelon, vond plaats in 1153. Het resulteerde in de inname van het Egyptische bolwerk door het koninkrijk Jeruzalem van de kruisvaarders.

## Achtergrond
Ascalon was het grootste aangrenzende bolwerk van de Fatimiden uit Egypte. De Slag bij Ascalon werd in 1099 uitgevochten net buiten de stad, in de nasleep van de Eerste Kruistocht en de Val van Jeruzalem aan de kruisvaarders. De kruisvaarders waren er de overwinnaars, maar er waren zoveel strubbelingen binnen het kruisvaarderskamp dat de stad toch in Egyptische handen bleef. Daarna waren de Fatimiden in staat om elk jaar wel een aanvalscampagne te starten op het koninkrijk, hierdoor bleef de zuidelijke grens onstabiel.
Na het mislukken van de Tweede Kruistocht in 1148, was het de bedoeling van Koenraad III van Hohenstaufen om het Fatimiden-bolwerk te belegeren, maar hij zag ervan af toen hulp van andere kruisvaarders uitbleef. Ondertussen werden de gebieden ten noorden en oosten van het koninkrijk samengebracht onder Nur ad-Din, de heerser van Mosoel en Aleppo. Ook bracht hij Damascus onder zijn invloed na de Tweede Kruistocht. In 1149 versloeg Nur ad-Din het vorstendom Antiochië in de Slag bij Inab. Hij kon echter niet doordrukken in de overige kruisvaardersstaten. Er was echter maar weinig wat het koninkrijk kon doen terwijl het gebied herenigd was onder één leider. Het koninkrijk richtte het oog op Egypte om te kunnen uitbreiden.
Rond 1150 herbouwde Boudewijn III van Jeruzalem de stad Gaza, die toentertijd in puin lag. De stad werd daarna nagelaten aan de Tempelierorde, die ervoor moest zorgen om plunderingen tegen te gaan van de Fatimiden uit Ascalon, 20 kilometer verderop gelegen. Sinds het stabiliseren van het koninkrijk werden er meerdere versterkingen gebouwd om de plunderingen vanuit Ascalon in de gaten te houden. Deze waren onder andere Ibelin (Yibneh) ca. 35 kilometer ten noordoosten van Ascalon, Blanche Garde (Tell es Safi) ca. 30 kilometer ten oostnoordoosten, Gibelin (Bait Iibrin) ca. 40 kilometer in oostelijke richting en ook Montgisard, dicht bij Ramla, bezat een burcht, ca. 50 kilometer ten noordoosten. In dezelfde periode ontstond er een kleine burgeroorlog: Boudewijn III was de legale troonopvolger, maar zijn moeder, koningin Melisende van Jeruzalem, was hoofdregent sinds 1143. In 1152 kreeg Boudewijn III uiteindelijk wel het volle koningschap van het koninkrijk. Later dat jaar versloeg hij een Turks leger in het noorden.

## Beleg van Ascalon
Aangemoedigd door deze kleine overwinningen, besloot Boudewijn een poging te doen om Ascalon in te nemen in 1153. Met het gehele leger uit Jeruzalem begon hij naar het bolwerk te marcheren en eind januari van dat jaar begon hij structuren in de omgeving te vernielen. De patriarch Foulcher was ook present tezamen met het reliek van het ware kruis, ook waren Raymond du Puy de Provence, Bernard de Tremelay, grootmeesters van de Hospitaalridder- en de Tempelierorde aanwezig. Ook arriveerden alle belangrijke baronnen zoals Hugo van Ibelin, Filips van Milly, Humpfrey II van Toron en Reinoud van Châtillon. Het beleg werd zowel op het land als de zee ingezet. Ter zee werd het commando over de vloot gevoerd door Gerard van Sidon. De kruisvaartstrijdkrachten werden bijgestaan door tientallen pelgrims, die onderweg waren naar Jeruzalem.
Belegeringstorens werden gebouwd, en vijf maanden lang werden er vele schermutselingen uitgevochten en aan beide zijden waren er overwinningen en verliezen. Ascalon was feitelijk onneembaar, achter de dikke muren en poorten stonden twee keer zoveel verdedigers dan er belegeraars stonden voor de poorten, en er lag een voorraad voedsel die nog voor jaren meekon. In mei arriveerde zelfs een Egyptische vloot om de stad te bevoorraden, de kleinere vloot van Gerard van Sidon kon niks doen om dit te voorkomen. In augustus leek de ommekeer te komen, een van de belegeringstorens werd in brand gestoken, maar door de wind klapte de toren naar de stadsmuur waardoor een grote sectie van het bolwerk in brand vloog.
Volgens Willem van Tyrus gingen de Tempelierridders de muren op om een doorbraak te forceren, zonder dat Boudewijn III hier van afwist. Grootmeester Bernard van Tremelay wilde niet dat andere kruisvaarders hen volgden, omdat hij de eventueel gevonden schatten niet met hen of de koning wenste te delen. Bernard en circa veertig van zijn Tempeliers werden afgeslacht door een meerderheid van Egyptische soldaten binnen de muren, hun lijken werden aan de stadsmuren gehangen en hun hoofden werden naar de sultan gezonden. In een ander naslagwerk van een kroniekschrijver uit Damascus was de brand en breuk in de muur een simpel vervolg van de inname van Ascalon, en wordt geen melding gemaakt van het incident met de Tempeliers. Mogelijk omdat Willem van Tyrus een ongenoegen had over de Tempeliers en gelet op de wilde speculaties die gebracht werden in Europa gedurende de kruistochten, moet deze beschrijving met voorzichtigheid benaderd worden. Maar wat ook de werkelijke toedracht was, Bernard werd gedood tijdens een van de gevechten.
Rond deze tijd werden de kruisvaarders vermoeid en werd de suggestie gedaan om het beleg op te heffen. De hospitaalridders en de patriarch wisten echter de koning ervan te overtuigen dat de overwinning binnen handbereik was. Drie dagen later vond er een nieuwe aanval plaats, een andere ingang werd geforceerd en na een krachtig gevecht viel de stad uiteindelijk op 19 augustus in handen van de kruisvaarders. De burgers werd toegestaan om de stad in vrede te verlaten, de meesten trokken zich terug naar Egypte.

## Nasleep
Ascalon werd vrijwel onmiddellijk tot een bisdom verheven onder de patriarch van Jeruzalem, al nam in de eerste jaren de bisschop van Betlehem deze verantwoording op zich. De stadsmoskee werd herbouwd tot een christelijke kerk. Ook werd de stad toegevoegd aan het graafschap Jaffa, dat onder Boudewijn III broer Amalrik vergeven was, later werd dit benoemd als het graafschap Jaffa en Ascalon.
De val van Ascalon bracht het kalifaat van Egypte naar de afgrond, Amalrik volgde zijn broer Boudewijn III op in 1162 en leidde diverse aanvallen in op Egyptisch grondgebied. Deze Kruisvaardersinvasie van Egypte mislukte geheel om het onder controle van het koninkrijk Jeruzalem te krijgen, ironisch genoeg bracht het een verbond met Syrië samen, onder Saladin, die het koninkrijk Jeruzalem in 1187 ten val bracht.